# Daniela Costian
Daniela Costian (Brăila, 30 giugno 1965) è un'ex discobola rumena naturalizzata australiana, medaglia di bronzo alle Olimpiadi di Barcellona 1992.
A questa medaglia ne aggiunge anche una mondiale, vincendo l'argento ai campionati mondiali del 1993.

## Biografia
Daniela Costian ha gareggiato per la Romania, suo Paese natale, fino al 1990. Per questa nazione ha lanciato nel 1988 a 73,84 metri, tuttora suo primato personale e record nazionale.
Per i colori dell'Australia ha lanciato al massimo a 68,72 metri, nel 1994, miglior prestazione mondiale di quella stagione e tuttora record continentale oceanico.

## Palmarès
| Anno | Manifestazione   | Sede       | Evento           | Risultato | Misura  | Note |
| ---- | ---------------- | ---------- | ---------------- | --------- | ------- | ---- |
| 1983 | Europei juniores | Schwechat  | Lancio del disco | 5ª        | 56,42 m |      |
| 1986 | Europei          | Stoccarda  | Lancio del disco | 7ª        | 61,42 m |      |
| 1988 | Olimpiadi        | Seul       | Lancio del disco | 5ª        | 68,94 m |      |
| 1991 | Mondiali         | Tokyo      | Lancio del disco | 5ª        | 66,06 m |      |
| 1992 | Olimpiadi        | Barcellona | Lancio del disco | Bronzo    | 66,24 m |      |
| 1993 | Mondiali         | Stoccarda  | Lancio del disco | Argento   | 65,36 m |      |
| 1994 | Commonwealth     | Victoria   | Lancio del disco | Oro       | 63,72 m |      |
| 1995 | Mondiali         | Göteborg   | Lancio del disco | 12ª       | 56,46 m |      |
| 1996 | Olimpiadi        | Atlanta    | Lancio del disco | 14ª       | 61,66 m |      |
| 2000 | Olimpiadi        | Sydney     | Lancio del disco | 31ª       | 51,96 m |      |